# Zootoca vivipara
Zootoca vivipara là một loài thằn lằn trong họ Lacertidae. Loài này được Von Jacquin mô tả khoa học đầu tiên năm 1787.

## Hình ảnh

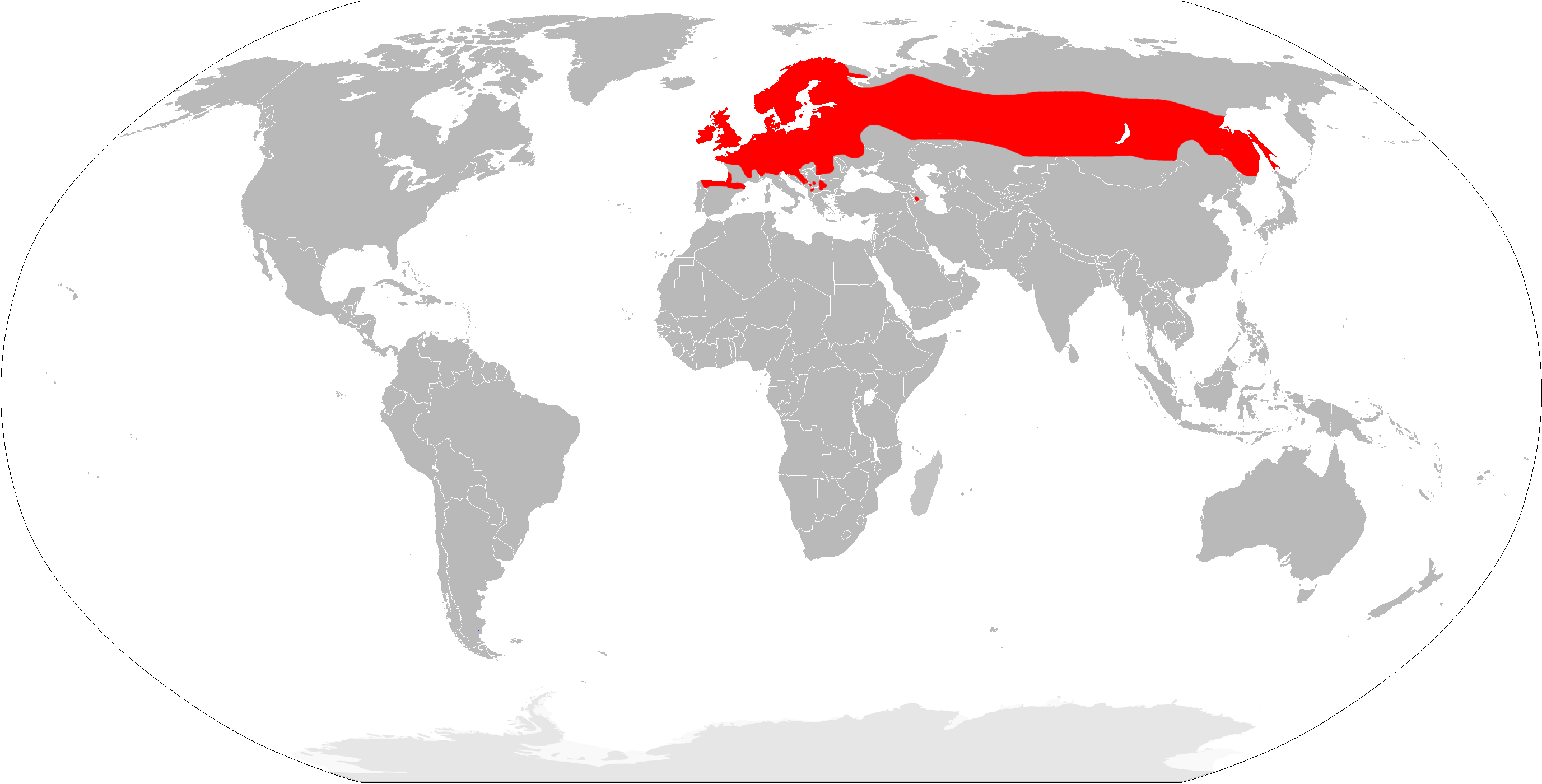
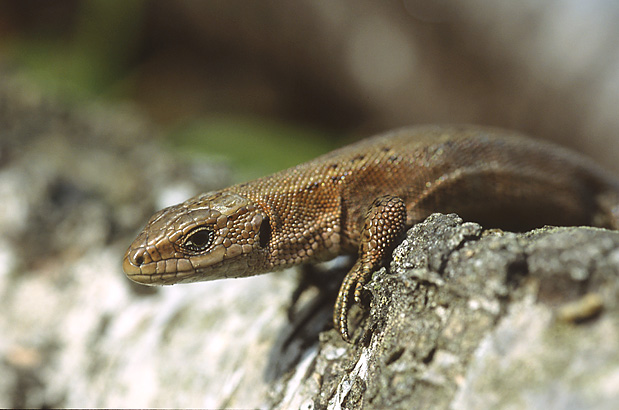
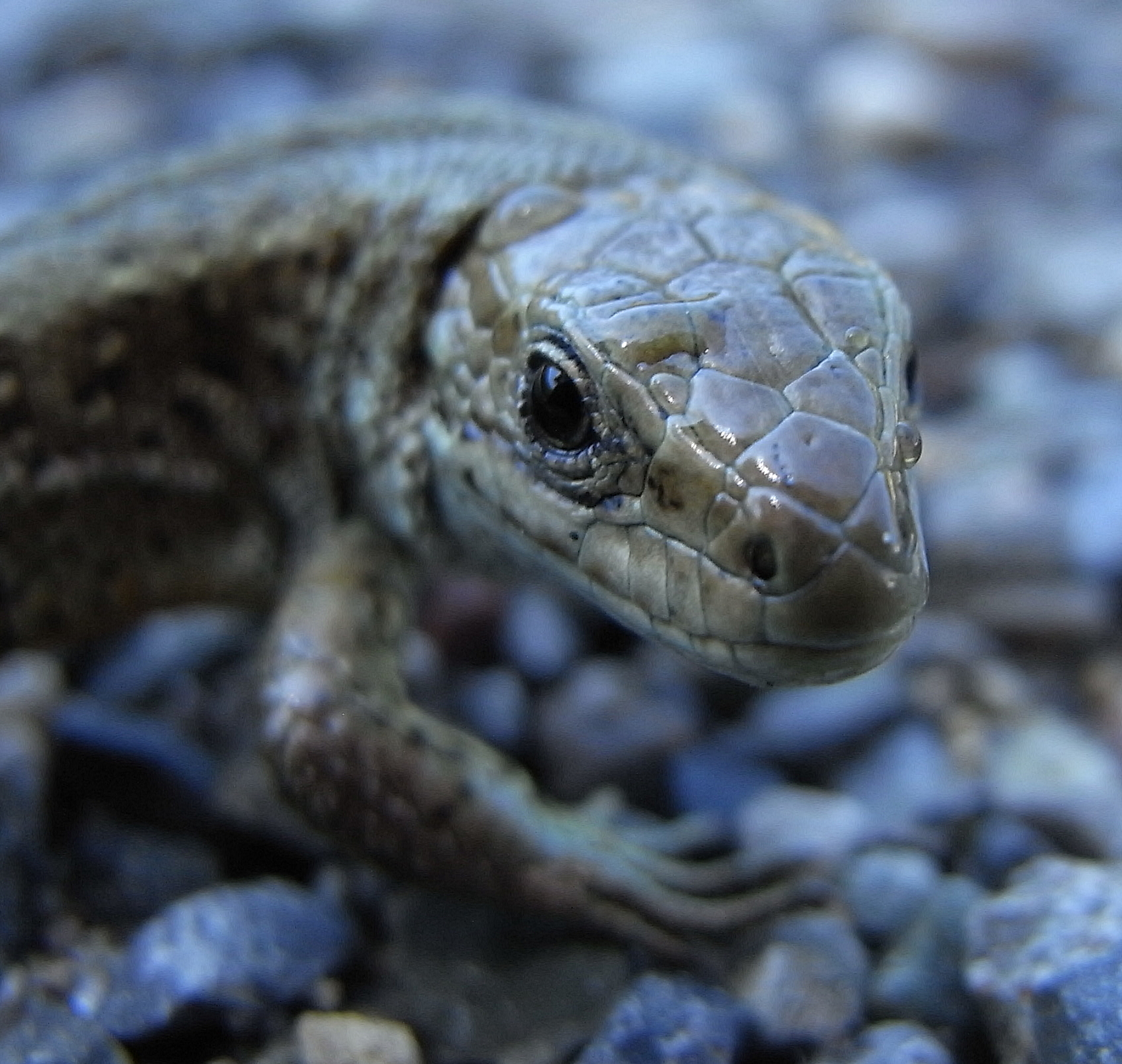
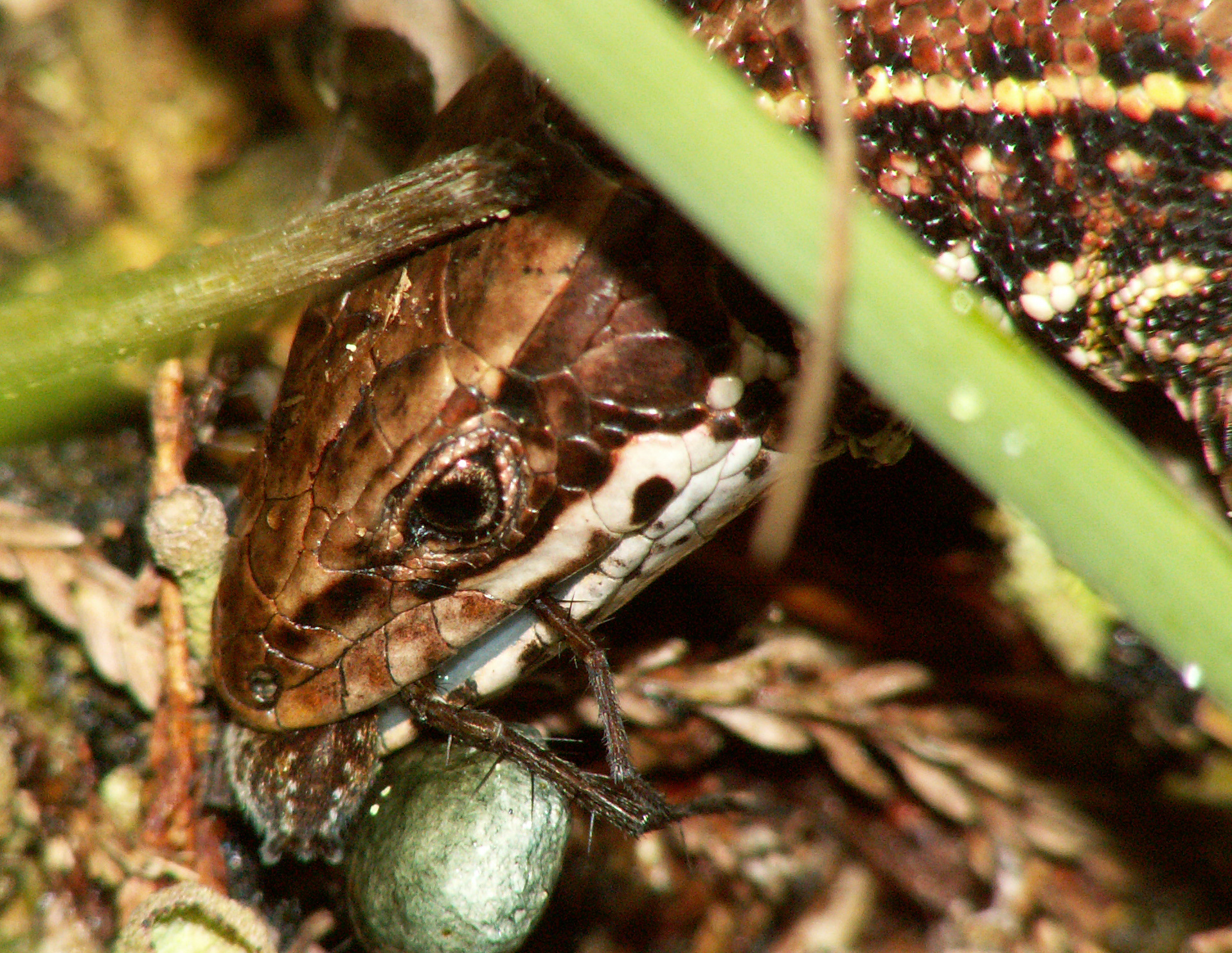
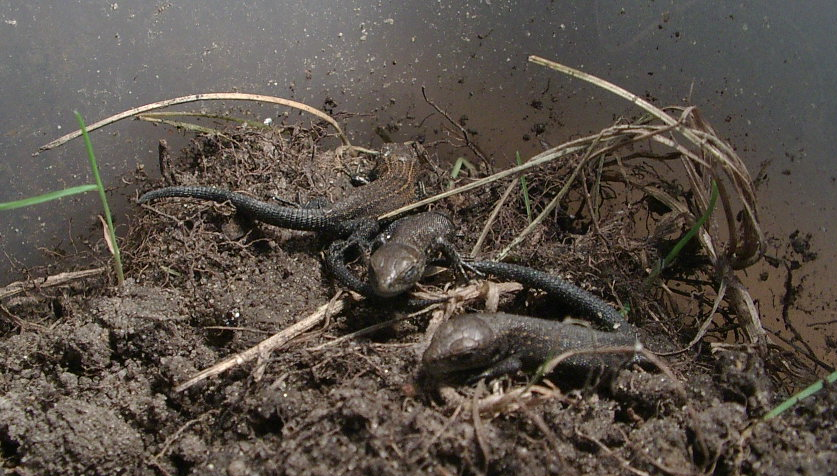